# Sorex averini
Sorex averini (мідиця дніпровська) — вид роду мідиць (Sorex) родини мідицевих.